# Episodi di Gypsy
La prima stagione della serie televisiva Gypsy, composta da 10 episodi, è stata interamente pubblicata il 30 giugno 2017 in tutti i paesi in cui il servizio on demand Netflix è disponibile.
| nº | Titolo originale | Titolo italiano      | Pubblicazione  |
| -- | ---------------- | -------------------- | -------------- |
| 1  | The Rabbit Hole  | La tana del coniglio | 30 giugno 2017 |
| 2  | Morgan Stop      | La fermata di Morgan | 30 giugno 2017 |
| 3  | Driftwood Lane   | Driftwood Lane       | 30 giugno 2017 |
| 4  | 309              | 309                  | 30 giugno 2017 |
| 5  | The Commune      | La comune            | 30 giugno 2017 |
| 6  | Vagabond Hotel   | Vagabond Hotel       | 30 giugno 2017 |
| 7  | Euphoria         | Euforia              | 30 giugno 2017 |
| 8  | Marfa            | Marfa                | 30 giugno 2017 |
| 9  | Neverland        | L'isola che non c'è  | 30 giugno 2017 |
| 10 | Black Barn       | Black Barn           | 30 giugno 2017 |